# NGC 991
NGC 991 (другие обозначения — MCG -1-7-23, IRAS02330-0722, KUG 0233-073, PGC 9846) — спиральная галактика с перемычкой (SBc) в созвездии Кит.
Этот объект входит в число перечисленных в оригинальной редакции «Нового общего каталога».
Галактика входит в состав группы галактик, самым крупным членом которой является NGC 1052.
Галактика низкой поверхностной яркости в инфракрасном диапазоне. Чаще всего такие галактики небольшого размера, однако NGC 991 достаточно крупная. 
В галактике вспыхнула сверхновая SN 1984L типа Ip, её пиковая видимая звездная величина составила 14,0.
Галактика NGC 991 входит в состав группы галактик NGC 1052. Помимо NGC 991 в группу также входят ещё 10 галактик.
Галактика NGC 991 входит в состав группы галактик NGC 1084. Помимо NGC 991 в группу также входят ещё 14 галактик.